# Amara Darboh
Amara Darboh (Freetown, 1º febbraio 1994) è un ex giocatore di football americano sierraleonese che ha militato nel ruolo di wide receiver nella National Football League (NFL).

## Carriera
Darboh al college giocò a football coi Michigan Wolverines dal 2012 al 2016. Fu scelto nel corso del terzo giro (106º assoluto) del Draft NFL 2017 dai Seattle Seahawks. Debuttò come professionista subentrando nella gara del primo turno contro i Green Bay Packers senza fare registrare alcuna ricezione. La sua stagione da rookie si concluse con 8 ricezioni per 71 yard disputando tutte le 16 partite, nessuna delle quali come titolare.